# FC Carl Zeiss Iéna
Pour les articles homonymes, voir Carl Zeiss (homonymie).
Maillots
Actualités
Le FC Carl Zeiss Iéna (en allemand : FC Carl Zeiss Jena) est un club de football allemand basé à Iéna. Après plusieurs changements de nom (1. SV Jena en 1917, SG Ernst-Abbe Jena en 1946, SG Stadion Jena en 1948, BSG Carl Zeiss Jena en 1949, BSG Mechanik Jena en 1951 puis BSG Motor Jena et SC Motor Jena en 1954), l'équipe a été à nouveau fondée le 20 janvier 1966 sous le nom de FC Carl Zeiss Jena. Le triple champion de RDA a 3 100 membres. Ses couleurs sont le bleu, le jaune et le blanc. Le plus grand succès de son histoire fut la finale (perdue contre le Dinamo Tbilissi) de la Coupe d'Europe des vainqueurs de coupe en 1981.

## Histoire

### De 1903 à 1945
Le 13 mai 1903, le Fußball-Klub Carl Zeiss Jena était fondé. Ses membres étaient presque exclusivement des employés de la société d'optique Carl Zeiss. Dès le 1er juillet, le grand public pouvait adhérer au club.
Le club dominait le championnat régional de Thuringe orientale (Gau-Meisterschaft Ostthüringen) dans les compétitions de la Verband Mitteldeutscher Fussball Vereine (VMBV). Entre 1909 et 1933, le club remportait douze fois le titre. Après la fondation de la Gauliga Mitte une des seize ligues créées sur ordre des Nazis dès leur arrivée au pouvoir en 1933, le 1. SV Jena fut quatre fois champion (1935, 1936, 1940 et 1941). À cette époque, plusieurs joueurs de l'équipe nationale jouaient dans ses rangs. Le premier joueur de Ièna à jouer en sélection fut Willy Krauß, qui prit part le 26 mars 1911 à la victoire (6-2) de l'Allemagne sur la Suisse.

### De 1945 à 1991
Après la Seconde Guerre mondiale, toutes les associations furent interdites en zone d'occupation soviétique. En 1946, le SG Ernst-Abbe Jena était fondé. Plusieurs changements de nom suivirent. En 1952, Jena accédait à la première division de la DDR Oberliga. Après une chute en deuxième division, le club remonta en 1956 et se développa pour devenir l'un des plus grands clubs d'Allemagne de l'Est.
En 1958, Georg Buschner était nommé entraîneur en chef du club, qui depuis 1954 s'appelait SC Motor Jena. Le 7 octobre 1960, en finale de la coupe, le club battait le SC Empor Rostock et devenait pour la première fois vainqueur de la coupe d'Allemagne de l'Est de football. Pour la première fois également, Jena se qualifiait pour une coupe d'Europe. La première européenne eut lieu le 16 octobre 1961 à Linz contre l'équipe galloise de Swansea City et se terminait sur le score de 2:2. Le premier parcours européen de Jena se termina en demi-finale contre l'Atlético de Madrid. En 1963, l'équipe de Buschner était sacrée championne national, un succès qui fut répété en 1968 et en 1970. Le 20 janvier 1966, le FC Carl Zeiss Jena était à nouveau officiellement fondé. Dans les années 1970, de nombreux joueurs du club faisaient partie de l'ossature de l'équipe d'Allemagne de l'Est, parmi eux, Peter Ducke, Konrad Weise, Lothar Kurbjuweit ou encore Hans-Ulrich Grapenthin. En 1970, Georg Buschner était appelé pour diriger l'équipe nationale. Jusqu'en 1971, il continua dans ses fonctions d'entraîneur du FC Carl Zeiss avant de céder sa place à la tête du club à Hans Meyer en 1971. Du temps de la RDA, le club était un centre de performance très renommé. Il s'agissait alors de se montrer au niveau international. À cet effet, de nombreux joueurs d'autres équipes ont été délégués au FCC.
Le plus grand succès de l'histoire du club reste la participation à la finale de la Coupe d'Europe des vainqueurs de coupe en 1981, laquelle fut perdue 2 à 1 contre le Dinamo Tbilissi à Düsseldorf. Sur la route de la finale les joueurs de Jena avaient successivement éliminé l'AS Rome, Valence CF, Newport County et le Benfica Lisbonne.
Après 1981, les grands succès des deux décennies précédentes ne se répétèrent pas. Une troisième place en championnat et une défaite en finale de coupe en 1988 étaient les meilleurs résultats. En coupe d'Europe, le club ne passait plus le deuxième tour. Le 9 novembre 1988, le FC Carl Zeiss jouait son dernier match sur la scène européenne (une défaite 1:3 contre la Sampdoria de Gênes. Le FC Carl Zeiss a disputé 87 parties en coupe d'Europe, dont 50 en coupe UEFA. La statistique est de 39 victoires, 17 matchs nuls et 31 défaites).
Lors de la dernière saison de l'Oberliga, en 1990/91, le club se classa à la sixième place, ce qui lui permit de se qualifier pour la 2. Bundesliga. Dans le classement éternel de l'Oberliga, le FC Carl Zeiss détient la première place (devant le BFC Dynamo Berlin et le Dynamo Dresde) avec 1 097 points en 929 matchs disputés en 35 ans.

### De 1991 à aujourd'hui

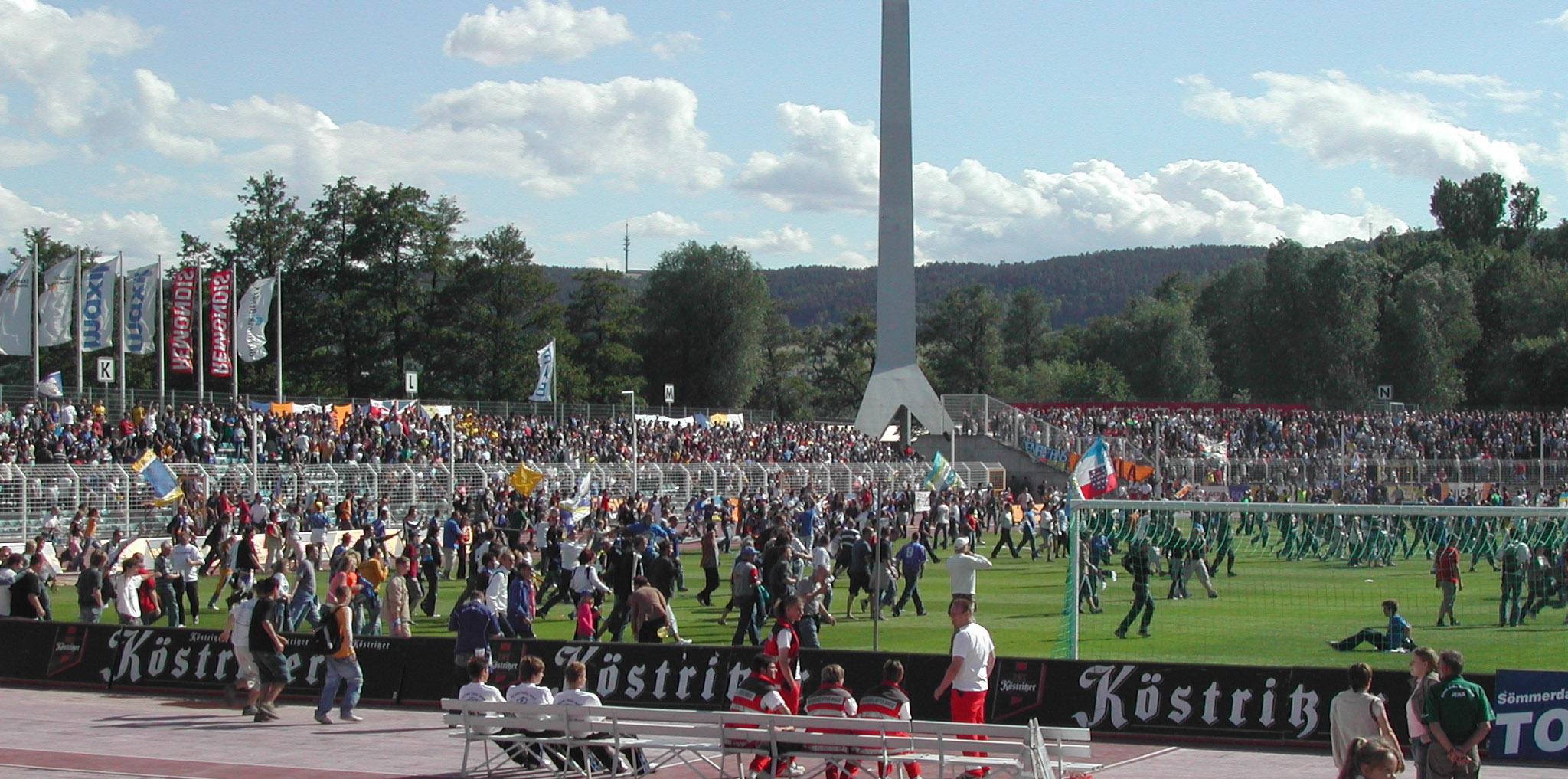
Promotion en Regionalliga 2005

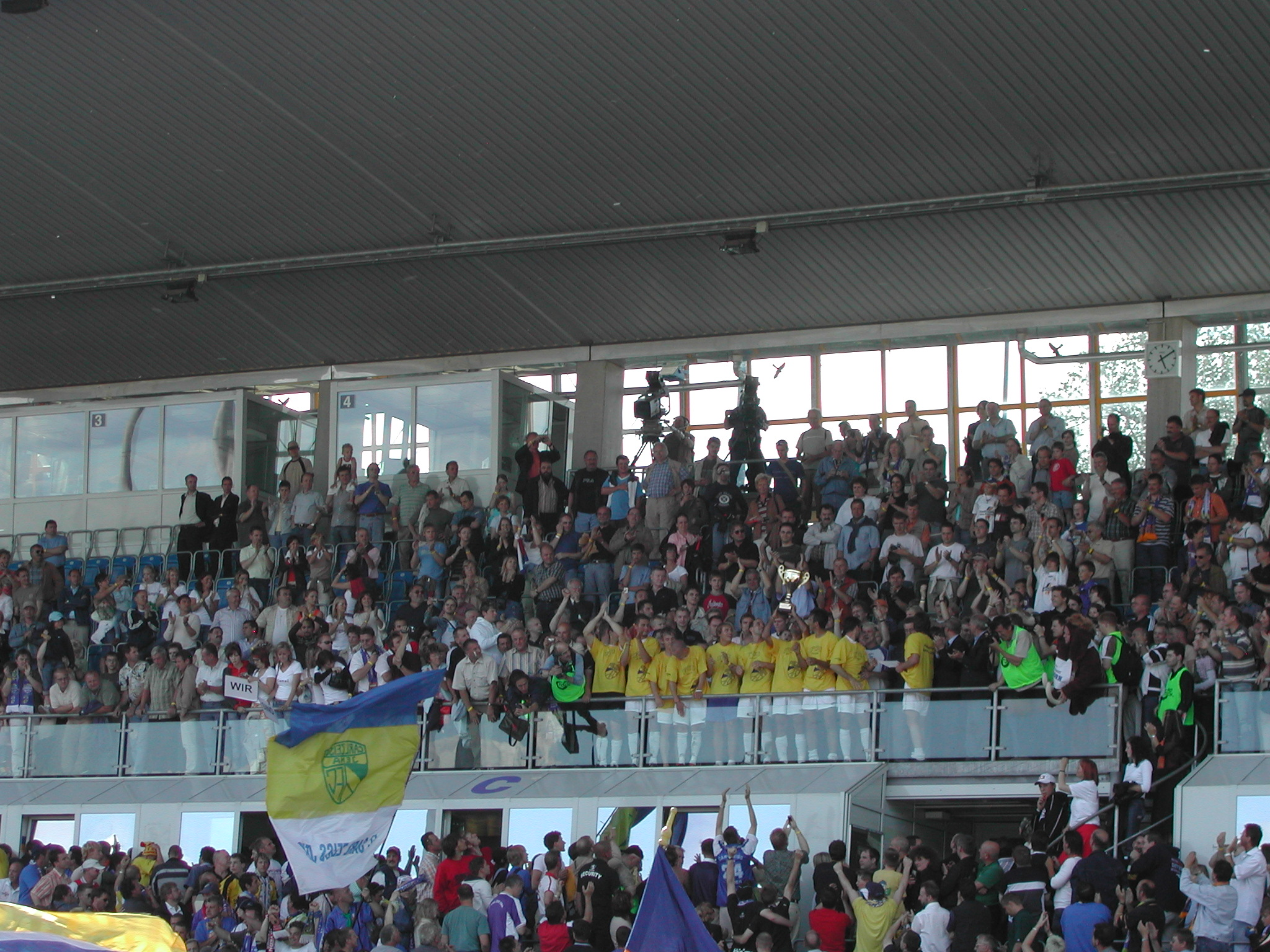
Après la victoire en barrages en 2005

Lors de sa première saison en deuxième Bundesliga (1991-1992), le club entraîné par Klaus Schlappner terminait après 32 matchs à la cinquième place. En Coupe d'Allemagne, le club échouait en 1992-1993 et 1993-1994 en quart de finale, contre le Bayer 04 Leverkusen, respectivement le Rot-Weiss Essen. En 1994, pour son deuxième passage sur le banc de Jena, Hans Meyer ne pouvait empêcher la relégation en Regionalliga. Son successeur, Eberhard Vogel, permit au club de réintégrer la deuxième Bundesliga dès l'année suivante. En 1998, le club atteignait à nouveau les quarts de finale de la coupe d'Allemagne (défaite 1 à 2 contre le MSV Duisbourg) mais était à nouveau relégué. En 2001, le club tombait encore en quatrième division. En 2005, avec Heiko Weber comme entraîneur, le club remportait le titre dans son groupe de quatrième division et après deux victoires en barrage contre le MSV Neuruppin remontait en troisième division.
En 2005-2006, le FC Carl Zeiss Jena, grâce à une très bonne saison, accéda directement à la deuxième Bundesliga avec le Rot-Weiss Essen. Un passage de quatrième en deuxième division en si peu de temps n'avait été précédemment réussi qu'une seule fois, par le FC Gütersloh en 1995-1996.
Pendant toute la saison 2006-2007, le club dut se battre contre la relégation. À la suite de cette situation précaire, l'entraîneur en chef Heiko Weber et son adjoint Marco Kämpfe étaient licenciés le 11 avril 2007 et remplacés par Frank Neubarth qui sauva le club de la relégation en restant invaincu jusqu'au terme de la saison. Lors de la dernière journée, le club assura son maintien en deuxième Bundesliga grâce à sa victoire 2:1 sur le terrain du FC Augsburg. Le 17 septembre 2007, avant-dernier après cinq journées de championnat, le club se séparait de Neubarth. Trois jours plus tard, l'ancien joueur de Bundesliga Valdas Ivanauskas était engagé mais déjà remplacé le 22 décembre par l'entraîneur des juniors A, Henning Bürger.
La première équipe ne put malgré tout pas éviter la relégation au terme de la saison 2007-2008. Toutefois le club écrivait une nouvelle page de l'histoire de la coupe d'Allemagne en éliminant le dernier vainqueur, le 1. FC Nuremberg au deuxième tour, l'Arminia Bielefeld en huitième de finale et le champion en titre, le VfB Stuttgart en quart de finale. Le club accédait pour la première fois à une demi-finale de la coupe d'Allemagne et était éliminé à Dortmund devant 80 708 spectateurs (meilleure affluence de tous les temps en coupe d'Allemagne), 3 à 0 par le Borussia.

## Palmarès
- Coupe d'Europe des Vainqueurs de Coupe :
  - Finaliste : 1981
- Championnat de RDA
  - Champion : 1963, 1968, 1970
- Coupe de RDA
  - Vainqueur : 1960, 1972, 1974, 1980
  - Finaliste : 1965, 1968, 1988

## Joueurs célèbres
| - Jonathan Akpoborie - Wolfgang Blochwitz - Jörg Böhme - Bernd Bransch | - Peter Ducke - Robert Enke | - Harald Irmscher - Lothar Kurbjuweit | - Bernd Schneider - Rüdiger Schnuphase - Helmut Stein |

## Joueurs et personnalités du club

### Staff
| Nom            | Nationalité | Fonction               |
| -------------- | ----------- | ---------------------- |
| René Klingbeil |             | Chef d'équipe          |
| Kenny Verhoene |             | Entraineur             |
| Lucca Strolz   |             | Entraineur Adj.        |
| Bernd Lindrath |             | Entraineur de gardiens |

## 2eéquipe
La deuxième équipe du FC Carl Zeiss Jena a été championne de la Thüringenliga (cinquième division) en 2006 et joue depuis la saison 2006-2007 en quatrième division.